# Bateau-Lavoir
Pour les articles homonymes, voir Bateau-lavoir (homonymie).
Le Bateau-Lavoir est une cité d'artistes située dans le 18e arrondissement de Paris (France), au 13 de la place Émile-Goudeau. Établie sur la butte Montmartre, dans le quartier de Clignancourt, elle est connue pour avoir été depuis 1904 un lieu de résidence, de réunion et de création de nombreux artistes peintres et sculpteurs français et étrangers, notamment Picasso, mais aussi de gens de lettres, de gens de théâtre et de marchands d'art.
Un incendie l'ayant gravement endommagée en mai 1970 (il n'en reste alors que la façade), la cité est entièrement reconstruite à l’identique en 1978, mais cette fois en béton. Elle comporte toujours sur sa façade arrière, visibles depuis le jardin Louise-Weber-dite-La-Goulue situé rue Burq, vingt-cinq ateliers d'artistes vitrés qui contribuent à maintenir la notoriété du lieu.

## Historique

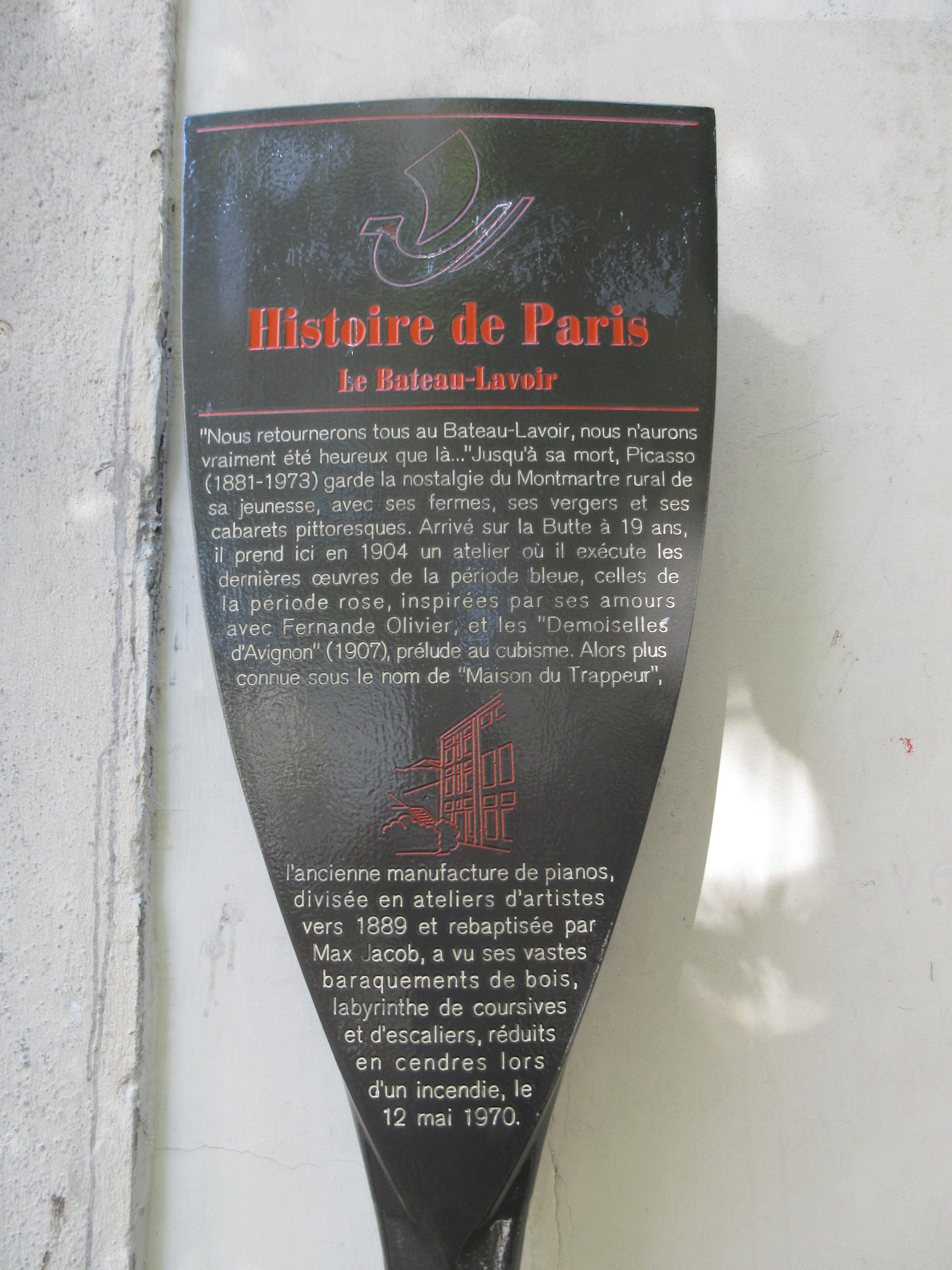
Panneau Histoire de Paris.

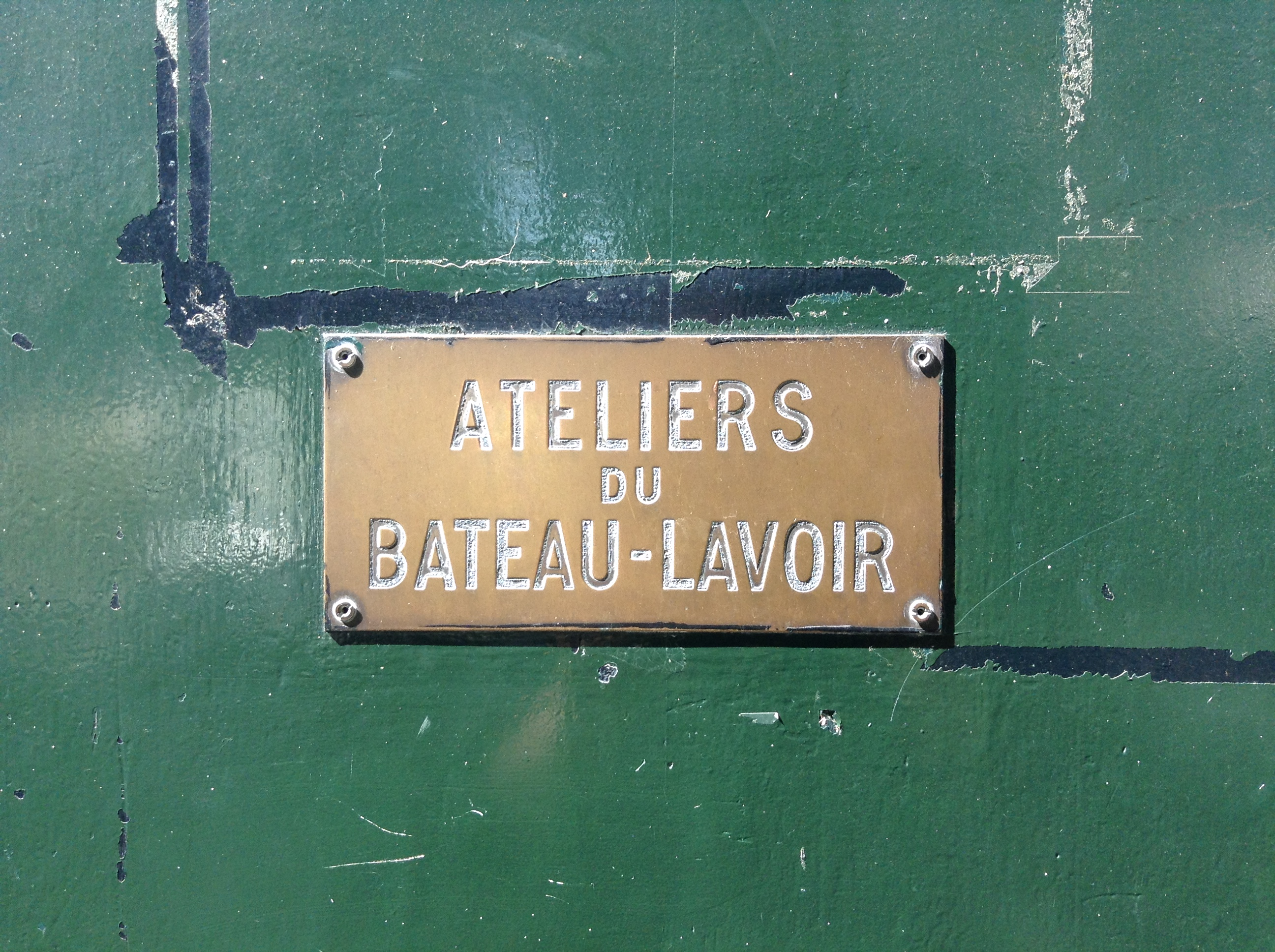
Plaque en cuivre ornant la porte d'entrée.

Au numéro 13 de la place Émile-Goudeau (autrefois place Ravignan), une maison remplace vers 1860 la guinguette du Poirier-sans-Pareil — fermée vers 1830 à la suite d'un affaissement de terrain — et devient une fabrique de pianos bientôt désaffectée. Construite en grande partie en brique et en bois sur les pentes de la Basilique du Sacré-Cœur de Montmartre, elle s'étire toute en longueur sur une rue pentue dont la façade arrière est située à un niveau inférieur : la façade avant du Bateau-Lavoir située place Émile-Goudeau constitue de cette manière le deuxième étage de la façade arrière, la dénivellation de terrain commandant la distribution intérieure originale.
En 1889, le propriétaire, un certain Maillard qui veut en obtenir quelques rentes, fait appel à un architecte pour la transformer en ateliers d'artistes dont la majorité donne sur l'arrière. Avant de prendre le surnom de « Bateau-Lavoir », on l'appelait la « Maison du Trappeur ».
La maison est compartimentée en une vingtaine de petits logements d'une pièce agrémentés de verrières et séparés par de fines planches de bois souvent trouées. Répartis de chaque côté d'un couloir rappelant les coursives d'un paquebot, ils seraient à l'origine du nom de « Bateau », tandis que Max Jacob lui aurait donné — par ironie — le surnom de « Lavoir », la maison ne comportant qu'un unique poste d'eau et un seul lieu d'aisance pour vingt-cinq locataires. Une autre version stipule qu'il l'aurait baptisée de ce nom voyant du linge sécher dehors lorsqu'il y vint la première fois,. Une autre explication est que le bâtiment ressemblait aux bateaux en bois et verre au bord de Seine où les ménagères lavaient leur linge.

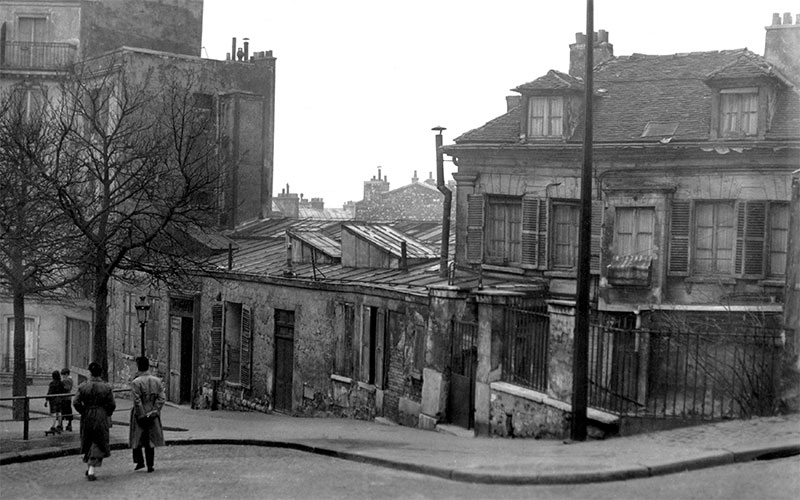
Le Bateau-Lavoir, vers 1960.

Le loyer est alors insignifiant : vers 1900, « pour un ouvrier, il faut quinze sous pour payer un mois, quand le salaire moyen du jour est de cinq. » Les conditions de vie sont toutefois rudes, le confort inexistant : il y gèle en hiver et la chaleur est suffocante en été. L'odeur de moisi due à l'humidité de la charpente et des murs en bois où poussent des champignons se mêle aux effluves de peinture ou de térébenthine. Les mauvaises conditions sanitaires rendent l'atmosphère âcre, le corridor est exigu, l'ensemble est sale et poussiéreux.
Les résidents peu argentés y vivent de peu : les ateliers du Bateau sont meublés de malles servant de chaises, d'un matelas ou d'une paillasse qu'on peut se partager à tour de rôle. Au sous-sol, un certain Sorieul cultive des asperges et des artichauts vendus bon marché mais que tout le monde ne peut pas s'offrir. Les artistes usent d'artifices pour combattre la faim, partagent les corvées et se soutiennent.
Ce dénuement entraîne l'intégration aux toiles d'artistes d'un ensemble de matériaux ou d’objets : Max Jacob utilise le noir de fumée de sa lampe à pétrole, du marc de café ou la poussière déposée sur ses étagères pour ses aquarelles. En mai 1912, Picasso réalise son premier collage en greffant un peu de toile cirée sur une de ses peintures .
Le premier artiste à s'installer au Bateau-Lavoir en 1892 est le peintre Maxime Maufra, de retour d'un séjour en Bretagne. L'endroit devient rapidement un lieu de rencontre, où l'on remarque notamment la présence de Paul Gauguin. Entre 1900 et 1904, l'endroit est occupé par deux groupes d'artistes, des Italiens dont le plus célèbre est Ardengo Soffici, et des Espagnols regroupés autour de Paco Durrio. Des artistes du monde entier vont s'y rejoindre.

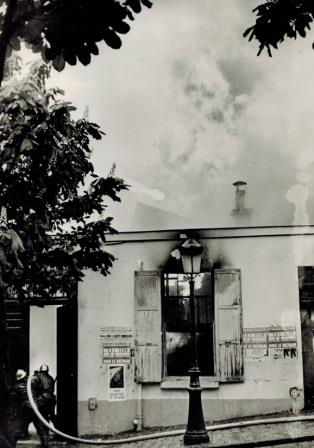
Incendie du Bateau-Lavoir, 1970.

Fernande Olivier s’installe en 1901 dans l’atelier de Laurent Debienne au Bateau-Lavoir. Pablo Picasso arrive en 1904 (il y demeurera jusqu'en 1909 et gardera un atelier jusqu'en 1912). Sa période bleue étant terminée, il y entame les tableaux de la période rose, qui prend fin en 1907. La même année, sa toile Les Demoiselles d'Avignon y est dévoilée, marquant le début du cubisme. À cette époque, les habitants de la maison, venus du monde entier, sont les Hollandais Otto Van Rees et sa femme Adya Van Rees-Dutilh (1904), Kees van Dongen (1905), l'Espagnol Juan Gris (1906), le Roumain Constantin Brâncuși, l'Italien Amedeo Modigliani, Pierre Mac Orlan et Max Jacob. En 1908, le Douanier Rousseau y est accueilli par un mémorable banquet. L'année suivante arrive le Mexicain Diego Rivera.
En 1909, le quartier change de physionomie : le tourisme de cabarets a commencé à se développer, les cabanes du coin sont détruites, les rues se pavent et le prix des loyers et de l'ordinaire augmentent. À partir de la Première Guerre mondiale, le Bateau-Lavoir, qui est situé rive droite, perd de son animation au profit de Montparnasse et de La Ruche, son équivalent de la rive gauche. 
Surnommé la « Villa Médicis de la peinture moderne » (par analogie avec la villa Médicis à Rome), le Bateau-Lavoir est dévasté par un incendie en 1970 : il n'en reste alors que la façade. Reconstruit à l'identique en 1978 par l’architecte Claude Charpentier, mais cette fois en béton, il comporte à nouveau 25 ateliers d'artistes visibles depuis le jardin Louise-Weber-dite-La-Goulue accessible au 14 rue Burq,. La partie non incendiée fait l'objet d'une inscription au titre des monuments historiques par arrêté du 31 mai 1965.

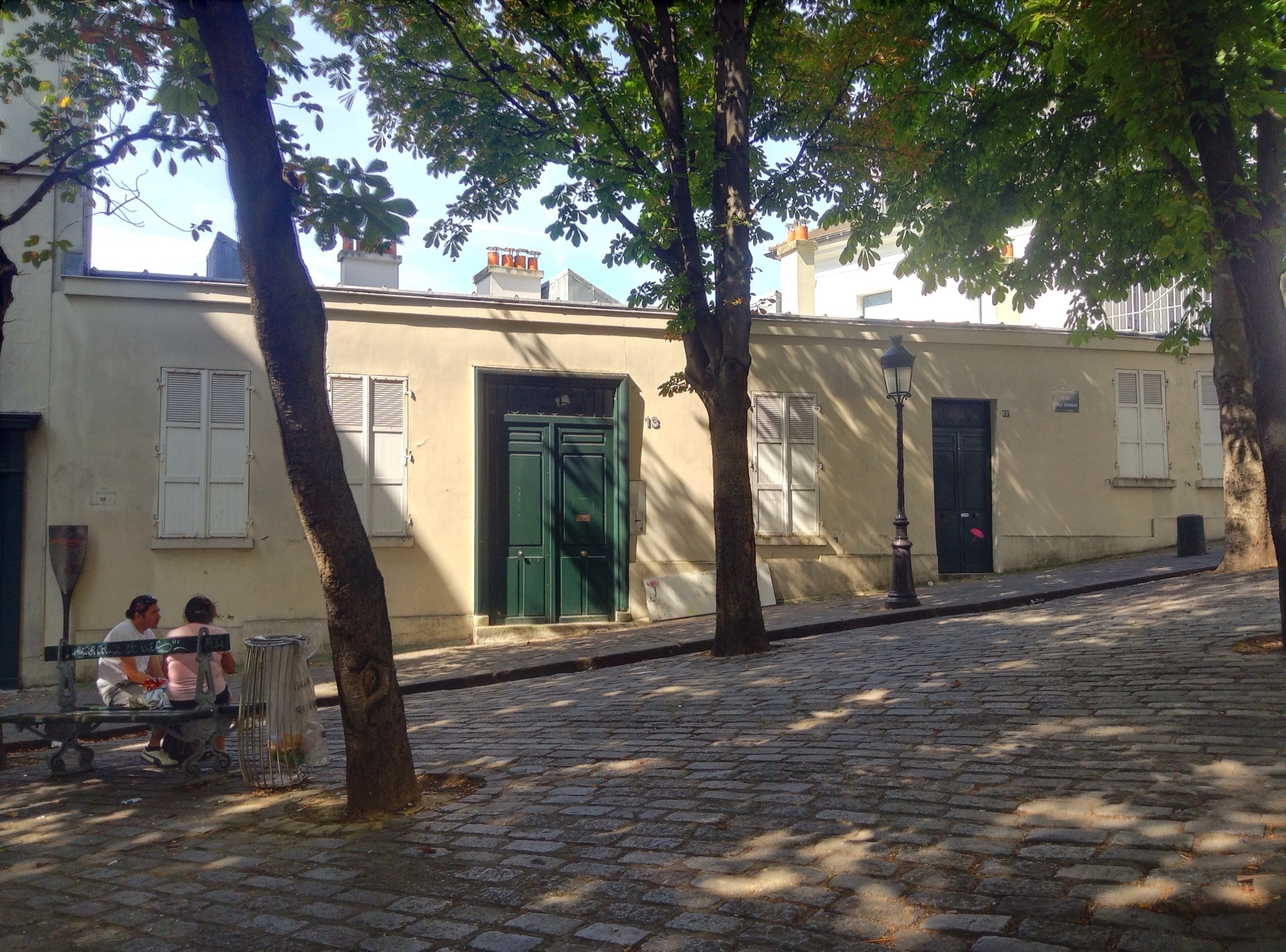
La façade avant du Bateau-Lavoir constitue le deuxième étage de la façade arrière, la rue accueillant cette dernière étant située à un niveau inférieur.
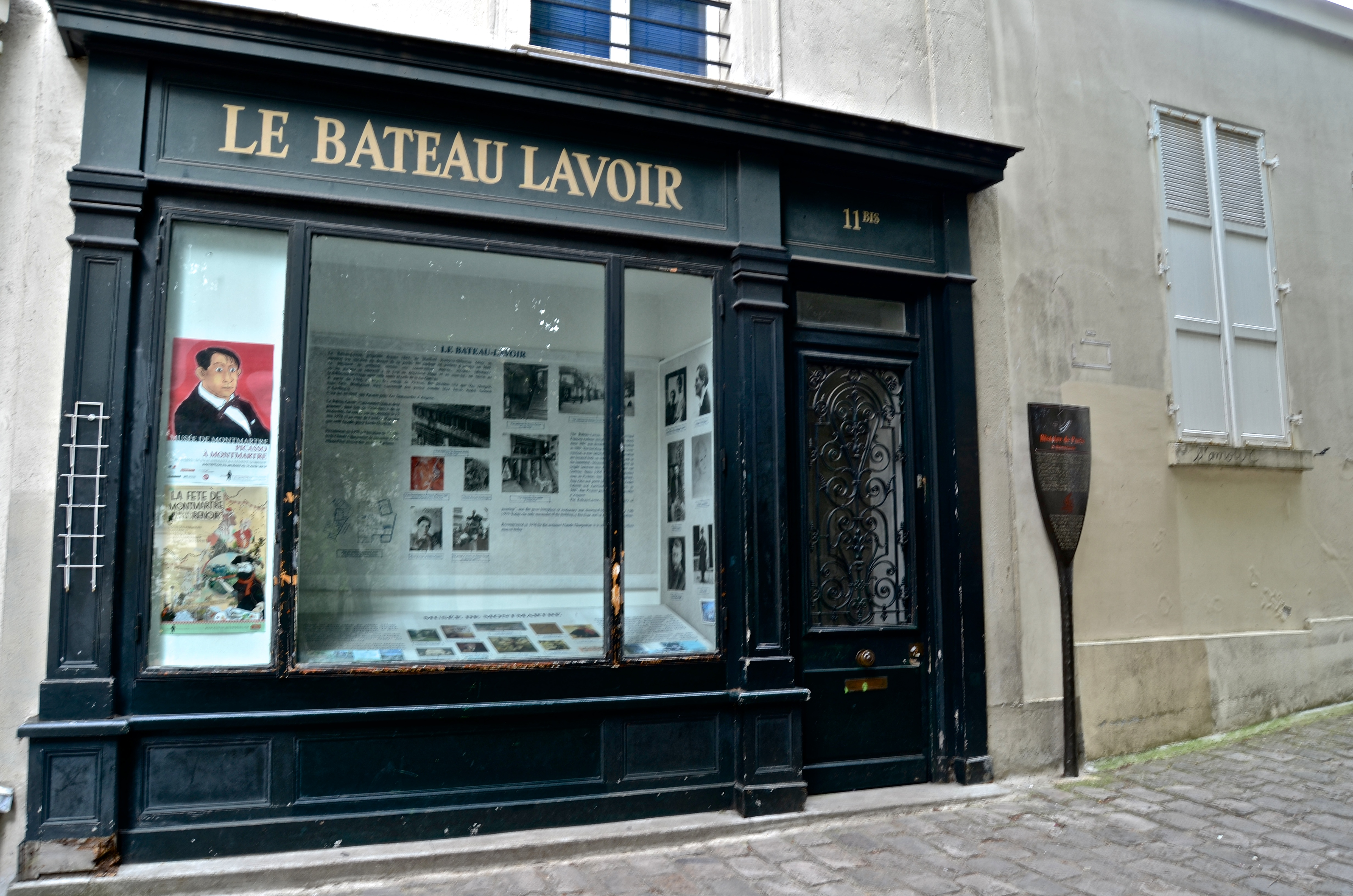
Au 11 bis, place Émile-Goudeau, à gauche du Bateau-Lavoir, une vitrine dédiée à son histoire[11].

## Situation et accès
La place Émile-Goudeau est accessible par la ligne 12 du métropolitain à la station Abbesses ainsi que par la ligne de bus 40, la seule à circuler sur la butte Montmartre, à l'arrêt Durantin-Burq ou Abbesses également.

## Personnalités liées au site

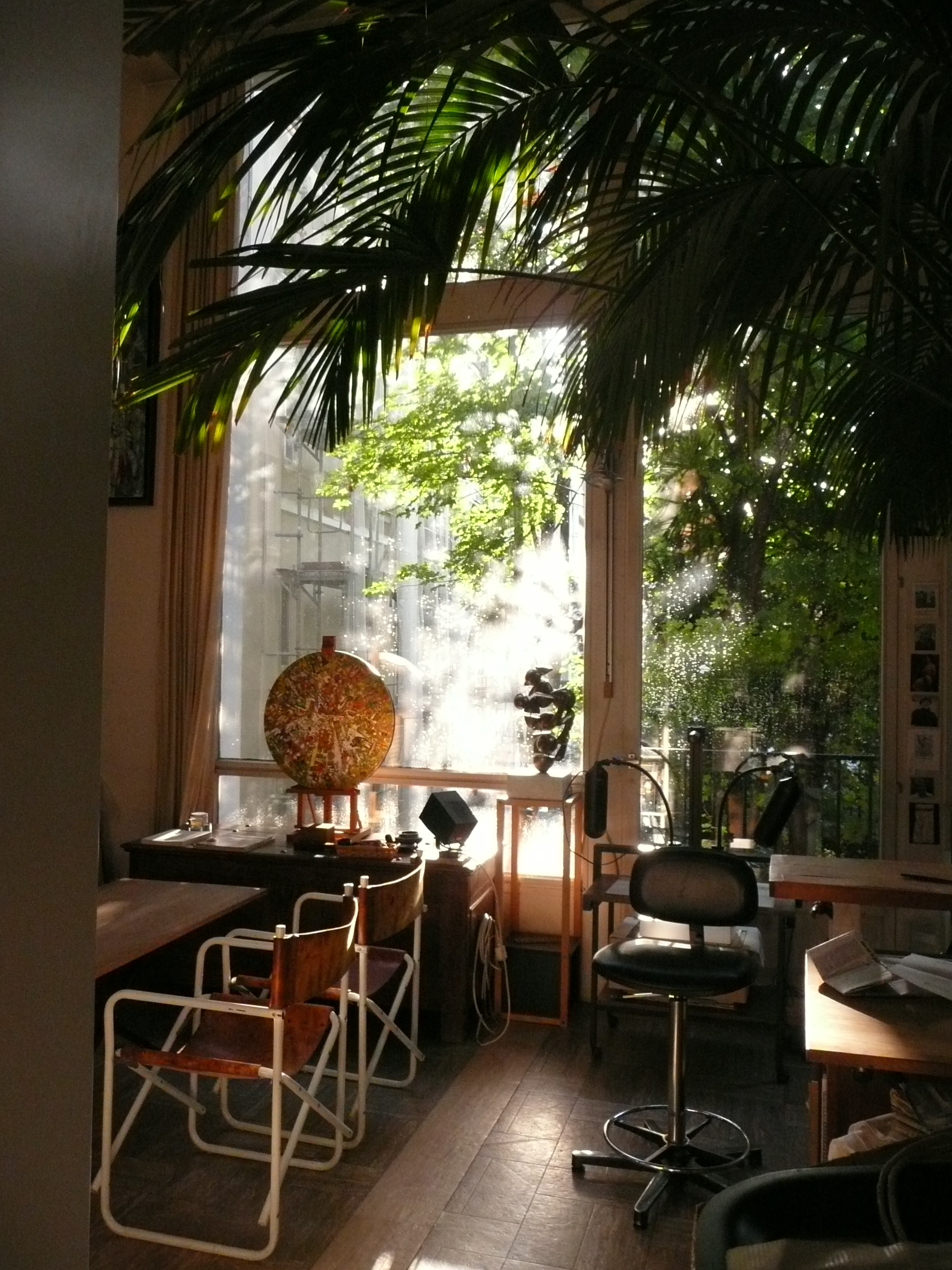
L'atelier de Endre Rozsda.

Parmi les nombreuses personnalités françaises et étrangères ayant fréquenté l'endroit, on peut citer :
Pablo Picasso, Amedeo Modigliani, Kees van Dongen, Maurice de Vlaminck, Henri Matisse, Constantin Brâncuși, Georges Braque, André Derain, Maurice Utrillo, Juan Gris, Max Jacob, Guillaume Apollinaire, Otto Van Rees, etc.